# Danelaw
Danelaw, také Danelagh (dánsky Danelagen, ve staré angličtině Dena lagu) je název té anglosaské části ostrova Velké Británie, kde bylo tzv. „dánské právo" nadřazeno tradičnímu anglosaskému; šlo tedy o anglosaské území pod nadvládou norsko-dánských dobyvatelů podřízené Dánskému království. Rozsah této oblasti odpovídá přibližně dnešní severní a východní Anglii. Jeho počátky sahají do vikinské expanze v 8. století. Termín je také používán k označení souhrnu práv dohodnutých mezi anglosaským králem Wessexu Alfrédem Velikým a dánským vůdcem Guthrumem. V roce 886 byly smlouvou určeny hranice jejich království a vztahy mezi Anglosasy a seveřany (Dány a Nory).
Dánské právo platilo v Northumbrii a Východní Anglii, a v hrabstvích Leicestershire, Nottinghamshire, Derbyshire a Lincolnshire. Paradoxní je, že prosperita území Danelaw, zejména v Yorku, lákala nové vikinské nájezdníky k loupeživým výpravám. Konflikt s Wessexem a Mercií oslabil sílu této kultury a vedl k jejímu podřízení Eduardu Staršímu. Oblast Danelaw se tak stala součástí anglického království a již nadále nebyla dánskou provincií.

## Členové konfederace
Území Danelawu zabíralo zhruba oblast severně od linie Londýn–Chester, mimo části Northumbrie východně od pohoří Penniny. Jeho součásti:
- království Jórvík – nejsevernější celek spravovaný Dány, jako království. Název získal od anglosaského města Eoferwic, významného centra jižní Northumbrie, které bylo Skandinávci přejmenováno na Jórvík (odtud anglický York), k němu patřila přilehlá území. Vikingové vydrancovali Northumbrii a roku 867 se stala součástí Danelawu. Dánové tu mimo jiné razili i svoje vlastní mince,
- pět samosprávných měst (anglicky Five Boroughs of the Danelaw) označovaných jako Dánská Mercie – dříve území anglosaského stejnojmenného království ve střední Anglii, respektive jeho východní části. Pod dánské právo spadalo pět opevněných samosprávných měst Derby, Nottingham, Lincoln, Leicester, Stamford včetně patnácti krajů, přidružených obcí a jim podřízených vesnic. Západní část Mercie zůstala anglosaská tak, že připadla anglosaskému Wessexu,
- království Východní Anglie – nejvýchodnější část Anglie a současně nejjižnější dánská država ovládaná vikinským vůdcem Guthrumem Starým, původně království Východní Anglie a Essexu, bývá po ovládnutí Dány nazýváno „Guthrumovým královstvím“ (anglicky Guthrum's Kingdom).

## Historie

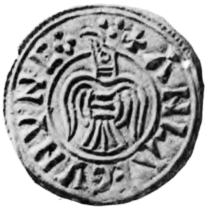
Mince s havranem z praporu vikingů

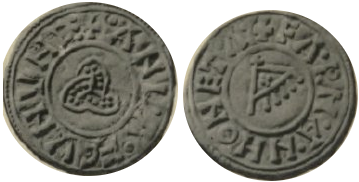
Mince s triquetrou a praporem vikingů, ražená v Jórvíku za vlády Olafa Cuarana

Přibližně od roku 800 byly vlny dánských útoků na britské pobřeží následovány úspěšnými dánskými osadníky. Dánští nájezdníci se poprvé začali v Anglii usazovat v roce 865, kdy bratři Halfdan Ragnarsson a Ivar Bezkostý přezimovali ve Východní Anglii. Brzy se přesunuli na sever a v roce 867 obsadili Northumbrii a její hlavní město, York. Dánové poté dosadili na trůn Northumbrie loutkového krále, Angličana Ecgberta.
Wessexský král Æthelred a jeho bratr Alfréd (pozdější král Alfréd Veliký) zareagovali na dánskou invazi a poslali proti nim armádu k Nottinghamu. Nepodařilo se jim však přinutit Dány opustit pevnost. Mercijský král Burged nakonec vyjednal s Ivarem mír, ponechal jim Nottingham výměnou za bezpečnost zbytku Mercie.
Dánové pod vedením Ivara pokračovali ve své invazi a v roce 870 dobyli Východní Anglii porážkou krále Edmunda u Hoxne. Tentokrát však byli odraženi s těžkými ztrátami. Dne 7. ledna 871 Æthelred a Alfréd porazili Dány u Ashdownu. Dánové ustoupili k Basingu (v současném hrabství Hampshire), kde Æthelred zaútočil a byl tentokrát poražen. Ivar navázal na toto vítězství dalším v březnu u Meretum (nyní Marton, Wiltshire).
Brzy poté, 23. dubna 871, král Æthelred zemřel a po něm nastoupil jako král Wessexu Alfréd. Jeho armáda však byla slabá a byl nucen platit Ivarovi daň za zachování míru. Mezitím se Dánové obrátili na sever a zaútočili na Mercii tažením, které trvalo až do roku 874. Během tohoto tažení zemřel jak dánský vojevůdce Ivar, tak i mercijský Burgred. Ivar byl nahrazen Guthrumem Starým (Guthrum the Old), který dokončil tažení proti Mercii. Dánové tak během deseti let získali kontrolu nad Východní Anglií, Northumbrií a Mercií, pouze Wessex se ubránil.
Mír mezi Dány a Wessexem byl ujednán v roce 876 poté, co Dánové obsadili pevnost Wareham a Exeter. Alfréd je oblehl a Dánové se byli nuceni vzdát, jelikož jejich posily se ztratily v bouřce. O dva roky později podnikl Guthrum překvapivý útok proti Alfrédovi, který přezimoval v Chippenhamu ve Wiltshire. Dánská armáda vpadla Alfrédovi do týlu, byl však zázračně zachráněn, když byli útočníci poraženi slabými anglosaskými jednotkami u Countisbury Hill. Alfréd se poté musel nějakou dobu skrývat, až na jaře roku 878 shromáždil armádu a zaútočil na Guthruma v Ethandunu. Dánové byli poraženi a ustoupili do Chippenhamu, kde je Alfréd oblehl a přinutil je se vzdát. Jako součást mírových podmínek přinutil Alfréd Guthruma nechat se pokřtít.
Mír trval až do roku 884, kdy Guthrum opět zaútočil na Wessex. Byl poražen a nucen s Alfrédem uzavřít mírovou smlouvu. Smlouva vymezila hranice Danelaw a umožnila dánskou samosprávu oblasti. Smlouva znamenala upevnění Alfrédovy moci a společně s Guthrumovou konverzí ke křesťanství indikovala změnu poměru sil.
Důvody pro imigrační vlny jsou široké a jsou spojeny s politickou situací ve Skandinávii. Navíc imigranti přicházeli v době, kdy Vikingové také upevňovali své pozice na Hebridách, Orknejích, Faerských ostrovech, Islandu, v Rusku, Bělorusku a na Ukrajině.
Skandinávie se nikdy nevzdala svých nároků na anglické území. V letech 1016 až 1035 bylo celé anglické království pod vládou Knuta Velikého jako část dánské severské říše. V roce 1066 dva vikinští rivalové vedl invazi do Anglie. Haraldu Hardradovi se podařilo vyplenit York, ale v bitvě u Stamford Bridge byl poražen a zabit. Druhý z nich, Vilém Dobyvatel a jeho Normané, zvítězili nad anglosaskou armádou v bitvě u Hastingsu a podřídili si území Anglie. Dánské právo se však v legislativě objevovalo ještě ve 12. století.

## Dědictví Danelawu
Vliv skandinávského osídlení je možné stále pozorovat v severní Anglii a oblasti East Midlands, především v místních jménech. Názvy končící na „by“ nebo „thorp“ vznikly právě v tomto období.
Stará angličtina byla také obohacena starou norštinou. V dnešní angličtině se jedná například o samotné slovo „law“ (právo), ale také o osobní zájmena ve 3. osobě plurálu (they, them, their). Některá norská slova stále přežívají v nářečích severovýchodní Anglie.